# Oktylion
Oktylion – liczba 1048, czyli jedynka i 48 zer w zapisie dziesiętnym.
W krajach stosujących tzw. krótką skalę (głównie kraje anglojęzyczne) oktylion oznacza 1027, czyli kwadryliard w pozostałych krajach.
W układzie SI mnożników 1048 nie odpowiada żaden przedrostek jednostki miary